# مانكوس (كولورادو)
مانكوس (بالإنجليزية: Mancos, Colorado)‏ هي بلدة تقع في مقاطعة مونتيزوما، كولورادو بولاية كولورادو في الولايات المتحدة. تأسست عام 1894، تبلغ مساحتها 1.5 (كم²)، وترتفع عن سطح البحر 2142 م، بلغ عدد سكانها 1336 نسمة في عام 2010 حسب إحصاء مكتب تعداد الولايات المتحدة .

## وصلات خارجية
- Town of Mancos
- The US50 - Cities and Towns in Colorado State
- Colorado Cities and Towns, Facts, Map, Flag, Colleges, Government, and More